# Koumra
Koumra (in arabo قمرة, Qumra) è il sesto centro abitato più popoloso del Ciad, capoluogo della provincia di Mandoul e del dipartimento di Mandoul Orientale.
Al censimento 1993 la popolazione era di 26 700 persone.